# Virgin Oceanic
Virgin Oceanic (Вирджин Океаник или Вирджин Оушеник) — компания, которая предлагает неглубокие подводные погружения, созданная двумя миллионерами: бизнесменом Крисом Велшем и сэром Ричардом Брэнсоном. Расположена в Ньюпорт-Бич в штате Калифорния. Данная компания была впервые описана в 2009 году в интервью журналу «Тайм».
Virgin Oceanic планирует начать глубоководные подводные погружения на предельных глубинах океана. Такие погружения будут выполняться на подводном батискафе DeepFlight Challenger предназначенным для ультра глубоких погружений. Батискаф и катамаран изначально принадлежали Стиву Фоссетту. После его смерти они были приобретены Крисом Велшем (главный пилот). Первоначально, первое погружение было намечено на август 2011 года в Марианской впадине в конце 2011 года, и дальнейшее погружение было запланировано в течение ближайших 24 месяцев. На 20 сентября 2011 года научные исследования и разработки были расширены за счет работы по проектированию модификации лодки. Первое погружение намечено на 2012 год. По состоянию на 21 февраля 2012 года, Virgin Oceanic прошла успешные испытания системы балласта и жизнеобеспечения.
На данный момент проект находится в замороженном состоянии.После того, как SpaceShipTwo потерпел крушение при тестировании нового двигателя, представители Virgin Galactic подтвердили, что в ближайшем будущем покорять подводные пространства компания не собирается. Проект по созданию субмарины для погружения в самые глубокие океанские впадины отложен на неопределенный срок.
В сообщении The Telegraph представитель Virgin подтвердил, что проект пока заморожен, и компания присматривается к другим работающим технологиям, отметив опасения по части вопроса безопасности. Он также добавил, что от «прежнего названия (Virgin Oceanic) отказываться никто не собирается, поэтому, вне всяких сомнений, мы возродим его.

## Корабли
- Necker Belle — парусная яхта-катамаран
- Necker Nymph — 15-футовое судно предназначенное для погружения на глубину до 130 футов под водой, которое вмещает одного пилота и двух пассажиров.
- Cheyenne — парусная яхта-катамаран
- DeepFlight Challenger — подводная лодка для ультра глубоких погружений.

## Спонсоры
- Maersk Line
- Poseidon
- Helly Hansen